# Sunny Summer
Sunny Summer è il settimo EP del girl group sudcoreano GFriend, pubblicato nel 2018.

## Tracce
1. Sunny Summer (여름여름해?, YeoreumyeoreumhaeLR) – 3:18
2. Vacation – 3:24
3. Sweety – 3:13
4. Windy Windy (바람 바람 바람?, Baram Baram BaramLR) – 3:16
5. Love in the Air – 3:40

## Classifiche

### Classifiche settimanali
| Classifica (2018) | Posizione massima |
| ----------------- | ----------------- |
| Corea del Sud     | 2                 |

### Classifiche di fine anno
| Classifica (2018) | Posizione |
| ----------------- | --------- |
| Corea del Sud     | 79        |